# Munkajog
A munkajog az a jogág, amely a munkáltatók, a munkavállalók és az érdekképviseletek egymás közti viszonyait, a munkaviszony általános szabályait rendezi. A munkaszerződés megkötése, módosítása, a munkaviszony megszüntetése a munkajog legfontosabb területe, emellett szól a pihenőidőről, munkaidőről, a munkavállaló és a munkáltató kártérítési felelősségéről. A kollektív munkajog szól az érdekegyeztetési folyamatokról, a szakszervezetekről, a sztrájkjogról, a munkavédelmi előírásokról.

## Magyarországon

### Története

#### Kapcsolódó jogszabályok
- 1840. évi XVI. törvénycikk a kereskedőkről
- 1840. évi XVII. törvénycikk a gyárakról
- 1872.évi VIII. törvénycikk az első ipartörvény
- 1875. évi XXXVII. törvénycikk kereskedelmi törvény
- 1876. évi XIII. törvénycikk a gazda és a cseléd közötti viszony szabályozásáról
- 1854. évi bányatörvény
- 1907. évi XIX. törvénycikk az ipari és kereskedelmi alkalmazottak betegség és balesetbiztosításáról
- 1919. évi Tanácsköztársaság Alkotmánya
- 1932.évi XIX. törvény a legkisebb munkabérek megállapításáról
- 1937. évi XXI. törvénycikk A munkaviszony egyes kérdéseinek szabályozásáról
- 1951. évi 7. tvr. az első Munka Törvénykönyve
- 1967. évi II. törvény a Munka Törvénykönyve
- 1992. évi XXII. törvény a Munka Törvénykönyve
- 1992.évi XXIII. évi törvény a köztisztviselők jogállásáról
- 1992. évi XXXIII. törvény a közalkalmazottak jogállásáról
- 2011 .évi CXCIX. törvény a közszolgálati tisztviselők jogállásáról

Magyarországon a munkajog alapvető hatályos kódexe a 2012. évi I. törvény a munka törvénykönyvéről.

## Az Európai Unióban
A munkajogi szabályozás elsősorban a tagállamok kompetenciája. Mivel azonban az Európai Unió alapelve az áruk, szolgáltatások, személyek szabad mozgásának biztosítása, az Európai Unió a munkajog kérdését kivételes jelleggel szabályozza.